# 野村彦四郎
野村 彦四郎（のむら ひこしろう、1848年12月16日（嘉永元年11月21日） - 1895年（明治28年）5月5日）は、明治時代の日本の官吏、教育者。旧薩摩藩士。
石川県師範学校（金沢大学の前身の一つ）初代校長、京都府学務課長、体操伝習所（筑波大学体育専門群の前身の一つ）所長、第一高等中学校（東京大学教養学部の前身）および第五高等中学校（熊本大学の前身の一つ）初代校長を歴任した。

## 来歴
嘉永元年11月21日（1848年12月16日）、砲術家野村彦兵衛（別名・延綱、通称は好酔）の子として薩摩藩に生まれ、12歳で藩主の側に仕えた。元治元年（1864年）7月の禁門の変の際、藩の公子に従って禁裏御所の乾門を守り、明治元年（1868年）には分隊長として秋田戦争に参加している。明治5年（1872年）、東京に設けられた開拓使仮学校に入学。官費生となり、6月には教官試補を命じられたが、同年8月、鷲田雄之助、利根川浩らとともに退学となった。これは、学則改正で音読が禁止となったことにあくまで反対したためという。その後、他の退学者17人とともに開拓使官吏久保包直のもとに寄寓し、左院副議長伊地知正治らから援助を得て学業を継続。翌年1月には慶應義塾に入社した。
明治7年（1874年）4月、宮崎県学区取締兼第二大区区長を命じられ、明治8年（1875年）2月から第一大区区長を兼務。4月には宮崎県準十二等出仕となった。同年7月、石川県十等出仕に転じ、翌年8月に石川県中属、明治10年（1877年）1月に石川県四等属に昇任。この間、学務課（のち第五課）に勤務し、明治8年10月から師範学校（明治10年2月に第一師範学校と改称）校長を、翌年2月から新設の中学教員養成機関・啓明学校長を、同11月から女子師範学校（のち第一女子師範学校と改称）校長を、いずれも明治10年7月まで兼務した。明治13年（1880年）6月、県令千坂高雅との衝突が原因で羽咋郡長に左遷されたが、野村の親友で京都府知事北垣国道と懇意だった兵庫県大書記官篠崎五郎の推薦により明治14年（1881年）4月に京都府一等属に転じ、5月に学務課長に就任。さらに翌年2月から11月まで庶務課長を兼務した。学務課長としては明治14年5月に文部省が制定した小学校教則綱領を受けて教則改正を行ったほか、体育を奨励し同年12月に「体育場」を建設。学校教員・生徒をはじめ官吏・一般市民に体操・撃剣・柔道などを授けた。また京都府教育会の設立にも中心的な役割を果たした。
明治18年（1885年）1月、文部省准奏任御用掛となり、専門学務局（のち学務二局）に勤務した。12月には文部権少書記官に進み、東京大学予備門長心得を兼務したのち、翌年3月に予備門長に就任。4月に東京大学予備門が第一高等中学校に改組されると初代校長に更任された。またこの間、体操伝習所および東京師範学校にも勤務し、明治18年8月には体操伝習所長に就任。東京師範学校が高等師範学校に改組され、体操伝習所が廃止された翌年4月以降は高等師範学校幹事を兼任した。
明治20年（1887年）6月、熊本に新設された第五高等中学校の校長に転じ、開校準備に尽力。本科および予科は同年11月に、医学部は翌明治21年（1888年）10月に授業を開始した。また明治21年1月から校舎の新築をすすめ、明治22年（1889年）8月に本館が完成したが、校舎移転手続き中の9月に非職を命じられた。教育面では紀元節式典を挙行したこと、学生に乗馬教練を施し、器械体操や弓道、野球、蹴球などを奨励したことが知られている。
明治25年（1892年）9月、非職満期となり退官。宮崎の江平で晩年を過ごし、明治28年（1895年）5月5日に死去した。

## 栄典
- 1886年（明治19年）7月8日 - 従六位[15]

## 親族
実兄・綱は官僚・教育者で鹿児島県会初代議長、宮崎県尋常中学校長を歴任。異母弟の紀も官吏の道に進んでいる。野村の母は薩摩藩京都留守居役田尻次兵衛の先妻の妹であり、田尻の次男で野村の後任の京都府学務課長となった八代規、三男で東京市長を務めた田尻稲次郎は義従兄弟にあたる。

## 著作
- 「外城五番国府蒲生隊戦状」（大塚武松編輯 『薩藩出軍戦状 第二』 日本史籍協会、1933年1月）
- 「講習臨時会例」「日用事項教授備考」「教授上注意ス可キ条件」「訓練上注意要件」「単語図等授業心得要略」（『教育雑誌』第91号、文部省、1879年2月 ／ 第92号、1879年3月）
- 「疑問十条ノ答弁」（『脩身学社叢説』第17冊、1881年8月、第18冊、1881年9月）
- 「躰育上ノ演説」（『教育報知』第11号、1885年10月）
- 「試験法ノ意見」（『教育報知』第13号、1885年11月）
- 「野村文部権少書記官演説大意」（『大日本教育会雑誌』第27号、1886年1月）
- 「談話」（『大日本教育会雑誌』第31号、1886年5月）
- 「第五高等中学校長ノ示諭」（『大日本教育会雑誌』第69号、1887年12月）
  - 「明治二十年十一月十四日生徒入学式ノ節野村校長告示」（『第五高等中学校一覧 自明治廿一年至明治廿二年 附録』 第五高等中学校、1889年2月）
- 「第五高等中学校長及ビ教頭ノ示諭」（『大日本教育会雑誌』第81号、1888年12月）
  - 「明治二十一年十月十日生徒入学式ノ節野村校長告示」（前掲 『第五高等中学校一覧 自明治廿一年至明治廿二年 附録』）
- 「西村先生ノ七ツノ問ニ対シ浅見ヲ左ニ陳ス」（『弘道会雑誌』第1巻第3号、日本弘道会、1888年4月）
- 「身程愚案」（『日本弘道会叢記』初編第2冊、1889年11月 ／ 初編第3冊、1889年12月 ／ 初編第8冊、1890年5月 ／ 初編第9冊、1890年6月 ／ 2編第5冊、1891年5月）
- 「先覚及知己諸友ニ質ス」（『日本弘道会叢記』初編第5冊、1890年2月）
- 「対馬島ノ概況」（『大日本教育会雑誌』第100号、1890年9月）

## 関連文献
- 「成形図説」（著者 曽占春、白尾国柱、出版 薩摩府学 1804年、野村彦四郎旧蔵 巻1-12、14農事部 巻15-20五穀部、巻21-30菜蔬部、早稲田大学図書館所蔵）
- 「建学の開祖＝熱血漢の野村彦四郎」（吉田千之著 『竜南人物展望』 九州新聞社出版部、1937年12月）
- 「自分の同僚」（三宅雪嶺著 『自分を語る』 朝日新聞社〈朝日文庫〉、1950年1月）
  - 三宅雪嶺著 『三宅雪嶺 : 自伝／自分を語る』 日本図書センター、1997年12月、ISBN 4820542869
- 「石川県師範学校長・野村彦四郎」（大久保英哲著 『明治期比較地方体育史研究 : 明治期における石川・岩手県の体操科導入過程』 不昧堂出版、1998年10月、ISBN 4829303697）
- 「五高開校式 : 解職された初代校長・野村彦四郎」（小山紘著 『さらば我友叫ばずや : 旧制高校史発掘』 論創社、2015年6月、ISBN 9784846014360）